# Castelo Futebol Clube
Castelo Futebol Clube é um clube brasileiro de futebol, do município de Castelo, no estado do Espírito Santo. Suas cores são preto e branco.

## História
O Castelo foi fundado no dia 1º de janeiro de 1930, por Luiz Nemer, substituindo o nome de S.C. Alfaiate. A primeira partida de sua história traz uma curiosidade. A equipe do Castelo foi jogar fora da cidade, porém o carro que transportava os jogadores acabou quebrando e eles tiveram que continuar o caminho até o campo a pé. Os mais bem preparados fisicamente chegaram e foram colocando a roupa rapidamente e apenas oito jogadores entraram em campo para o apito inicial, porém, pela pressa de estarem prontos, alguns jogadores acabaram calçando chuteiras com os pés trocados. O Castelo abriu o placar ainda com menos jogadores em campo, entretanto quando todos os jogadores entraram em campo, a equipe adversária virou a partida e venceu por 2 a 1.
Em 1995 o Castelo disputou o Campeonato Capixaba pela última vez e entrou em inatividade. Em 2001 o Castelo voltou a jogar profissionalmente, pela Segunda Divisão Capixaba, ficando em último lugar. No ano seguinte, em 2002, a equipe terminou a competição em quarto lugar e não conseguiu o retorno para à elite do futebol capixaba.
De 2002 até 2010 o Castelo só disputou competições nas categorias de base. Em 2011, voltou a cena do futebol profissional, disputando a Segunda Divisão do Capixabão.
Em 2013, consegue ir para a final do Segunda Divisão e garante o seu acesso à Primeira Divisão de 2014.
No Capixabão de 2014, o Castelo alcança às semifinais e é eliminado pelo Linhares. No ano seguinte, faz uma campanha ruim e é rebaixado à Série B.
No Campeonato Capixaba da Série B de 2016 termina a primeira fase na terceira colocação e classifica-se para jogar as semifinais contra o Vitória-ES.
Nas semifinais o Castelo é eliminado pelo Vitória e não consegue o acesso à Série A.
Na Série B de 2017, o Castelo classifica-se às semifinais com uma rodada de antecipação.
Como no ano anterior, o clube é eliminado novamente nas semifinais, agora pelo Rio Branco VN, e não consegue o acesso à Série A.

### Retorno à Série A e novo rebaixamento
Na penúltima rodada da fase preliminar da Série B de 2018, o Castelo é goleado por 5 a 1 pelo Aracruz. Mesmo com a derrota classifica-se às semifinais.
Nas semifinais, o Castelo é eliminado pelo Rio Branco-ES e pelo terceiro ano seguido fica de fora da disputa pelo acesso à Série A. Porém em novembro de 2018, após desistência do Espírito Santo na participação no Capixabão de 2019 e a recusa do Aracruz, terceiro colocado da Série B, o Castelo, quarto colocado, assume a vaga e retorna à elite após três anos.
Na estreia do Capixabão de 2019, o Castelo é goleado por 3 a 0 no Clássico Sulino diante do Estrela do Norte no Estádio Sumaré em Cachoeiro de Itapemirim.
Após nove rodadas com nenhuma vitória e apenas dois pontos, o lanterna Castelo é rebaixado à Série B. Em 2020, o Castelo desiste da participação da Série B.

## Estádio
O clube manda seus jogos no Estádio Emílio Nemer que foi construído pelo próprio homenageado, Emílio Nemer, que resolveu doá-lo ao clube que torcia. O estádio tem capacidade para 2.000 pessoas.

## Títulos
| ESTADUAIS | ESTADUAIS                     | ESTADUAIS | ESTADUAIS  |
|           | Competição                    | Títulos   | Temporadas |
| --------- | ----------------------------- | --------- | ---------- |
|           | Campeonato Capixaba - Série B | 1         | 1988       |

### Campanhas de destaque
- Vice-campeão Capixaba - Série B: 1 (2013).

## Estatísticas

### Participações
|  | Participações em 2024 |

| Competição              | Competição          | Temporadas | Melhor campanha    | Anos                                                              | P | R |
| Espírito Santo (estado) | Campeonato Capixaba | 13         | 4º colocado (2014) | 1936, 1967, 1978, 1980, 1989-1992, 1994-1995, 2014-2015, 2019     |   | 4 |
| Espírito Santo (estado) | Série B             | 14         | Campeão (1988)     | 1987-1988, 1996, 2001-2002, 2011-2013, 2016-2018, 2021-2022, 2024 | 3 |   |

## Uniformes

### Temporada 2019
| Uniforme nº 1 | Uniforme nº 2 | Uniforme nº 3 |

### Temporada 2018
Fim da temporada
| Uniforme nº 1 | Uniforme nº 2 |

Início da temporada
| Uniforme nº 1 | Uniforme nº 2 |

### Temporada 2017
| Uniforme nº 1 | Uniforme nº 2 |

### Temporada 2016
| Uniforme nº 1 | Uniforme nº 2 | Uniforme nº 3 |

### Temporada 2015
| Uniforme nº 1 | Uniforme nº 2 |